# Arturo Sosa Abascal
Arturo Marcelino Sosa Abascal (Caracas, 12 novembre 1948) è un presbitero venezuelano, preposito generale della Compagnia di Gesù dal 14 ottobre 2016.

## Biografia
Arturo Marcelino Sosa Abascal nasce a Caracas il 12 novembre 1948. È figlio di Arturo Sosa, economista per due volte ministro delle finanze del Venezuela.
Nel 1972 ha conseguito la laurea in filosofia presso l'Università Cattolica Andrés Bello e, successivamente, ha perfezionato i propri studi in scienze politiche con un dottorato conseguito presso l'università centrale del Venezuela. Nello stesso ateneo è stato poi ricercatore presso l’Istituto di studi politici e docente nella Scuola di studi politici del dipartimento di Storia delle idee politiche.
Parla, oltre lo spagnolo come lingua madre, l'inglese, l'italiano e ha nozioni basilari di francese.

### Attività pastorale
Nel 1966 entra nella Compagnia di Gesù, e undici anni dopo, nel 1977, riceve l'ordinazione sacerdotale. Prima di essere eletto come successore di Adolfo Nicolás, Sosa è stato responsabile del coordinamento dell'apostolato sociale del Venezuela dal 1996 al 2004.
Nel 2014, gli viene chiesto di trasferirsi a Roma e gli viene conferita la delega per la gestione delle case dell'ordine, nonché per tutte le opere dei gesuiti in ambito interprovinciale.
Il 14 ottobre 2016 è eletto preposito generale della Compagnia di Gesù.

## Critiche
Al Meeting per l'amicizia fra i popoli di Rimini del 2019 Sosa Abascal dichiarò che "Il diavolo esiste solo come realtà simbolica". Tale dichiarazione suscitò un grande scalpore e fu seguita da forti polemiche, in particolare da parte degli esorcisti, in quanto contraddice il contenuto del Catechismo della Chiesa Cattolica.